# André Abegglen
André „Trello” Abegglen (ur. 7 marca 1909 w Neuchâtel, zm. 8 listopada 1944 w Zurychu) – szwajcarski piłkarz występujący na pozycji napastnika, reprezentant Szwajcarii w latach 1927–1943, trener piłkarski.

## Kariera
Uczestnik Mistrzostw Świata 1934 i 1938. Łącznie w finałach mistrzostw świata strzelił 4 bramki: jedną w 1934 przeciwko Holendrom oraz trzy w 1938 w dwóch spotkaniach przeciwko Niemcom. Z FC Sochaux-Montbéliard zdobył dwa tytuły mistrza Francji (1935 i 1938). W sezonie 1937 został królem strzelców z 30 bramkami w 28 meczach, z Sochaux wywalczyło także Puchar Francji. Wraz z Jeanem Nicolasem dzierży rekord w ilości bramek strzelonych w jednym meczu we francuskiej ekstraklasie - 7. W latach 1927, 1931 z Grasshopper Club Zürich oraz 1940 z Servette FC zdobywał mistrzostwo Szwajcarii.

## Życie prywatne
Jego bracia Jean i Max również byli reprezentantami Szwajcarii w piłce nożnej.

## Okoliczności śmierci
17 października 1943 ucierpiał w wypadku kolejowym w Schüpfheim, w którym śmierć poniosło 6 osób, w tym kierownik zespołu FC La Chaux-de-Fonds. Wskutek tego wymagał częstych hospitalizacji. 8 listopada 1944 zmarł na niedokrwistość Addisona-Biermera w Szpitalu Uniwersyteckim w Zurychu.

## Sukcesy

### Zespołowo
Grasshopper Club Zürich
- mistrzostwo Szwajcarii: 1926/27, 1930/31
- Puchar Szwajcarii: 1926/27, 1931/32, 1933/34

FC Sochaux-Montbéliard
- mistrzostwo Francji: 1934/35, 1937/38
- Puchar Francji: 1936/37

Servette FC
- mistrzostwo Szwajcarii: 1939/40

### Indywidualnie
- król strzelców Division 1: 1934/35 (30 goli)
- król strzelców Nationalliga B: 1942/43